# 情熱 (KATSUMIの曲)
「情熱」（じょうねつ）は、KATSUMIの13枚目のシングル。

## 解説
前作「もう二度と戻れない」から僅か2ヶ月でのリリース。

## タイアップ
表題曲「情熱」がドミノピザのCMソングに使用され、KATSUMIはCMで松田博幸、近藤ナツコと共演した。

## 収録曲
作詞：渡辺克巳／編曲：武部聡志
1. 情熱
作曲：井上慎二郎
2. 誰よりも愛してる 〜いま 君がすばらしい〜
作曲：石川洋
ゆうあいピック群馬大会テーマソング
プロモーション用として8cmCDが製作されていたが[1]本作にて初収録された。アルバム未収録楽曲。
3. 情熱 （Original KARAOKE）